# بني بوحلو (بني سلمان)
بني بوحلو هي إحدى مشيخات المملكة المغربية، تتبع جغرافيا لإقليم شفشاون وإداريًا لبني سلمان. يقدر عدد سكانها بـ 2865 نسمة حسب الإحصاء الرسمي للسكان والسكنى لسنة 2004.